# Épône
Épône is een plaats in Frankrijk, 40 km ten westen van het centrum van Parijs. Het ligt tegen Mézières-sur-Seine aan, beide plaatsen aan de Seine. Épône ligt meer naar het oosten. Er gaat in Épône een brug over de Seine. De Mauldre komt er in de Seine uit.
Épône ligt ten westen tegen Aubergenville aan, beide aan de linker oever van de Seine. Er werd in 1921 een cité tussen het oude Aubergenville en de Seine aangelegd, Élisabethville, op het voormalige gebied van kasteel la Garenne. Een deel van Élisabethville ligt in Épône. 
Épône en Mézières-sur-Seine delen het station Épône - Mézières.

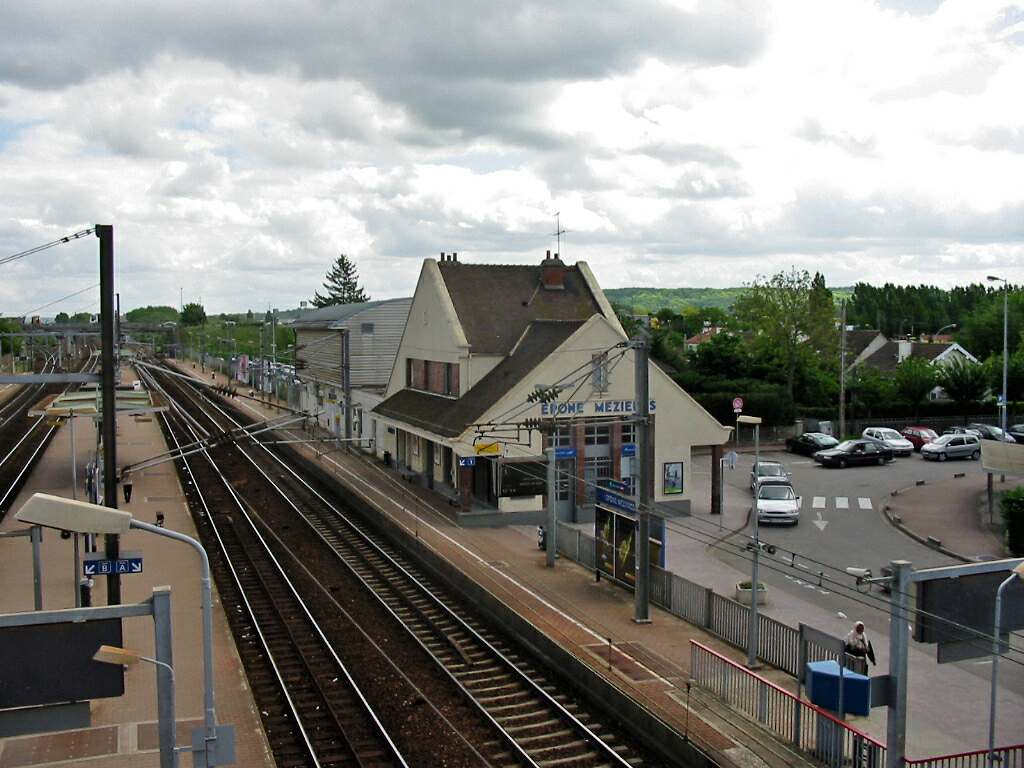
Station

## Kaart
De onderstaande kaart toont de ligging van Épône met de belangrijkste infrastructuur en aangrenzende gemeenten.

## Demografie
Onderstaande figuur toont het verloop van het inwonertal, bron: INSEE-tellingen. 